# استیگ لارشون
استیگ لارشون (سوئدی: Stig Larsson؛ زادهٔ ۲۰ ژوئیهٔ ۱۹۵۵) نویسنده، تهیه‌کننده فیلم، فیلم‌نامه‌نویس، کارگردان فیلم، نمایشنامه‌نویس، شاعر و کارگردان اهل سوئد است.
از فیلم‌هایی که وی در آن نقش داشته‌است، می‌توان به عنصر جنایت و متروپیا اشاره کرد.